# Трансцендентне число
Трансценде́нтні чи́сла — числа, які не задовольняють жодне алгебраїчне рівняння з раціональними коефіцієнтами.

## Властивості
- Множина трансцендентних чисел континуальна.
- Кожне трансцендентне дійсне число є ірраціональним, але зворотне неправильно. Наприклад, число {\displaystyle {\sqrt {2}}} — ірраціональне, але не трансцендентне: воно є коренем многочлена {\displaystyle x^{2}-2=0}.
- Міра ірраціональності майже будь-якого (в сенсі міри Лебега) трансцендентного числа дорівнює 2.

## Приклади
- Основа натуральних логарифмів — число e
- Число {\displaystyle \pi }.
- Десятковий логарифм будь-якого цілого числа, окрім чисел {\displaystyle 10^{n}}
- Синус, косинус, тангенс будь-якого ненульового алгебраїчного числа {\displaystyle a} (згідно з теоремою Ліндемана — Веєрштрасса).

## Історія
Вперше поняття трансцендентного числа ввів Жозеф Ліувілль в 1844, коли за допомогою діофантових наближень довів теорему про те, що алгебраїчне число неможливо доволі добре наблизити раціональним дробом. У 1873 Шарль Ерміт довів трансцендентність числа {\displaystyle \mathrm {e} } (основи натуральних логарифмів). У 1882 Фердинанд фон Ліндеман довів теорему про трансцендентність степеня числа {\displaystyle \mathrm {e} } з ненульовим алгебраїчним показником, тим самим довівши трансцендентність числа {\displaystyle \pi } і нерозв'язність задачі квадратури круга. Неконструктивне доведення існування трансцендентних чисел — майже тривіальний наслідок теорії множин Кантора.
У 1900 році на II Міжнародному Конгресі математиків Давид Гільберт серед сформульованих ним проблем сформулював сьому проблему: «Якщо {\displaystyle a\not =0}, {\displaystyle a} — алгебраїчне число і {\displaystyle b}  — алгебраїчне, але ірраціональне, чи правильно, що {\displaystyle a^{b}}  — трансцендентне число?» Зокрема, чи є трансцендентним число {\displaystyle 2^{\sqrt {2}}}. Цю проблему вирішив в 1934 А. О. Гельфонд, довівши, що всі такі числа є трансцендентними.

## Доведення трансцендентності числа e
Перше доведення того, що число {\displaystyle e}, основа натурального логарифма, є трансцендентним, датується 1873 роком. Надалі слідуватимемо стратегії Давида Гільберта, який спростив оригінальне доведення, запропоноване Шарлем Ермітом. Ідея полягає в застосуванні методу «від супротивного».
Припустимо, що {\displaystyle \mathrm {e} }  — алгебраїчне число. Тоді існує скінченний набір цілих коефіцієнтів {\displaystyle c_{0},c_{1},...,c_{n}}, що задовольняють рівняння
{\displaystyle c_{0}+c_{1}\mathrm {e} +c_{2}\mathrm {e} ^{2}+\cdots +c_{n}\mathrm {e} ^{n}=0,\qquad c_{0},c_{n}\neq 0.}
Для додатного цілого числа {\displaystyle k} розглянемо такий многочлен:
{\displaystyle f_{k}(x)=x^{k}\left[(x-1)\cdots (x-n)\right]^{k+1},}
і помножимо обидві частини наведеного вище рівняння на
{\displaystyle \int _{0}^{\infty }f_{k}\mathrm {e} ^{-x}\,\operatorname {d} x;}
таким чином, отримаємо:
{\displaystyle c_{0}\left(\int _{0}^{\infty }f_{k}\mathrm {e} ^{-x}\,\operatorname {d} x\right)+c_{1}\mathrm {e} \left(\int _{0}^{\infty }f_{k}\mathrm {e} ^{-x}\,\operatorname {d} x\right)+\cdots +c_{n}\mathrm {e} ^{n}\left(\int _{0}^{\infty }f_{k}\mathrm {e} ^{-x}\,\operatorname {d} x\right)=0.}
Це рівняння можна записати в такій формі:
{\displaystyle P+Q=0,}
де
{\displaystyle {\begin{aligned}P&=c_{0}\left(\int _{0}^{\infty }f_{k}\mathrm {e} ^{-x}\,\operatorname {d} x\right)+c_{1}\mathrm {e} \left(\int _{1}^{\infty }f_{k}\mathrm {e} ^{-x}\,\operatorname {d} x\right)+c_{2}e^{2}\left(\int _{2}^{\infty }f_{k}\mathrm {e} ^{-x}\,\operatorname {d} x\right)+\cdots +c_{n}\mathrm {e} ^{n}\left(\int _{n}^{\infty }f_{k}\mathrm {e} ^{-x}\,\operatorname {d} x\right)\\Q&=c_{1}\mathrm {e} \left(\int _{0}^{1}f_{k}\mathrm {e} ^{-x}\,\operatorname {d} x\right)+c_{2}\mathrm {e} ^{2}\left(\int _{0}^{2}f_{k}\mathrm {e} ^{-x}\,\operatorname {d} x\right)+\cdots +c_{n}\mathrm {e} ^{n}\left(\int _{0}^{n}f_{k}\mathrm {e} ^{-x}\,\operatorname {d} x\right).\end{aligned}}}
Лема 1. Існує таке {\displaystyle k}, для якого вираз {\displaystyle {\tfrac {P}{k!}}} є цілим ненульовим числом.
Доведення. Кожен доданок в {\displaystyle P} є добутком цілого числа на суму факторіалів; це випливає з рівності
{\displaystyle \int _{0}^{\infty }x^{j}\mathrm {e} ^{-x}\,\operatorname {d} x=j!,}
яка є справедливою для будь-якого цілого додатного {\displaystyle j} (див. Гамма-функція).
Він не дорівнює нулю, оскільки для будь-якого {\displaystyle a} такого, що {\displaystyle 0<a\leq n}, підінтегральний вираз в
{\displaystyle c_{a}\mathrm {e} ^{a}\int _{a}^{\infty }f_{k}\mathrm {e} ^{-x}\,\operatorname {d} x}
є добутком {\displaystyle \mathrm {e} ^{-x}} на суму доданків, у яких найменший степінь при {\displaystyle x} дорівнює {\displaystyle k+1} після заміни в інтегралі {\displaystyle x} на {\displaystyle x-a}. Отримаємо суму інтегралів вигляду
{\displaystyle \int _{0}^{\infty }x^{j}\mathrm {e} ^{-x}\,\operatorname {d} x,}
де {\displaystyle k+1\leq j}, і тому вона є цілим числом, що ділиться на {\displaystyle (k+1)!}. Після ділення на {\displaystyle k!} отримаємо 0 за модулем {\displaystyle (k+1)}. Проте можна записати
{\displaystyle \int _{0}^{\infty }f_{k}\mathrm {e} ^{-x}\,\operatorname {d} x=\int _{0}^{\infty }\left(\left[(-1)^{n}(n!)\right]^{k+1}\mathrm {e} ^{-x}x^{k}+\cdots \right)\operatorname {d} x,}
і тоді при діленні першого доданку на {\displaystyle k!} отримаємо
{\displaystyle {\frac {1}{k!}}c_{0}\int _{0}^{\infty }f_{k}\mathrm {e} ^{-x}\,\operatorname {d} x\equiv c_{0}[(-1)^{n}(n!)]^{k+1}\not \equiv 0{\pmod {k+1}}.}

Тому при діленні кожного інтеграла в {\displaystyle P} на {\displaystyle k+1} лише перший не буде ділитися націло на {\displaystyle k+1} і лише тоді, коли {\displaystyle k+1} є простим числом і {\displaystyle k+1>n}, {\displaystyle k+1>c_{0}}. З цього випливає, що вираз {\displaystyle {\tfrac {P}{k!}}} не ділиться націло на {\displaystyle k+1} і тому не може дорівнювати нулю.
Лема 2. {\displaystyle \left|{\tfrac {Q}{k!}}\right|<1} для достатньо великих {\displaystyle k}.
 Доведення. Зауважимо, що
{\displaystyle {\begin{aligned}f_{k}\mathrm {e} ^{-x}&=x^{k}[(x-1)(x-2)\cdots (x-n)]^{k+1}\mathrm {e} ^{-x}\\&=\left(x(x-1)\cdots (x-n)\right)^{k}\cdot \left((x-1)\cdots (x-n)\mathrm {e} ^{-x}\right)\\&=u(x)^{k}\cdot v(x),\end{aligned}}}
де {\displaystyle u(x),v(x)}  — неперервні для всіх {\displaystyle x}, і тому є обмеженими на проміжку {\displaystyle [0,n]}. Це означає, що існують константи {\displaystyle G,H>0} такі, що
{\displaystyle \left|f_{k}\mathrm {e} ^{-x}\right|\leq |u(x)|^{k}\cdot |v(x)|<G^{k}H\quad } для {\displaystyle \quad 0\leq x\leq n.}
Тому кожен з інтегралів в {\displaystyle Q} є обмеженим, і, в найгіршому випадку,
{\displaystyle \left|\int _{0}^{n}f_{k}\mathrm {e} ^{-x}\,\operatorname {d} x\right|\leq \int _{0}^{n}\left|f_{k}\mathrm {e} ^{-x}\right|\,\operatorname {d} x\leq \int _{0}^{n}G^{k}H\,\operatorname {d} x=nG^{k}H.}
Тоді можна обмежити і {\displaystyle Q}:
{\displaystyle |Q|<G^{k}\cdot nH\left(|c_{1}|\mathrm {e} +|c_{2}|\mathrm {e} ^{2}+\cdots +|c_{n}|\mathrm {e} ^{n}\right)=G^{k}\cdot M,}
де {\displaystyle M} є незалежною від {\displaystyle k} константою. З цього випливає, що
{\displaystyle \left|{\frac {Q}{k!}}\right|<M\cdot {\frac {G^{k}}{k!}}\to 0,\quad } де {\displaystyle k\to \infty ,}

що завершує доведення леми.
Виберемо {\displaystyle k}, що задовольняє умови обох лем. Отримаємо таке: ціле число {\displaystyle \left({\tfrac {P}{k!}}\right)}, що не дорівнює нулю, додане до нескінченно малої величини {\displaystyle \left({\tfrac {Q}{k!}}\right)}, дорівнює нулю, що неможливо. Тому наше припущення, що {\displaystyle \mathrm {e} } є алгебраїчним числом, хибне; отже, {\displaystyle \mathrm {e} }  — трансцендентне число.